# Peter Johansen
Peter Birkmose Johansen (Værløse, 15 luglio 1980) è un ex cestista danese.

## Palmarès
- Campione di Danimarca (2002, 2003)
- Coppa di Danimarca: 1

Værløse: 2001